# 社会的望ましさのバイアス
社会科学研究において、社会的望ましさのバイアス（しゃかいてきのぞましさのバイアス、Social-desirability bias）は、回答バイアスの一種で調査回答者が他の人から好意的に見られる方法で質問に答えようとする傾向のことである。それは、「良い行動」を過大報告したり、「悪い行動」や望ましくない行動を過小に報告するという形をとることがある。この傾向は、自己申告を用いて研究を行う際に深刻な問題を引き起こす。このバイアスは平均的な傾向や個人差の解釈を妨げる。

## 社会的望ましさバイアスの対象となるトピック
社会的に望ましい反応（SDR）が特に懸念されるトピックは、能力、性格、性行動、および薬物使用の自己報告である。たとえば、「どのくらいの頻度でオナニーをしますか？」という質問に直面したとき、回答者はオナニーに対する社会的タブーに圧迫され、頻度を過少報告するか、質問への回答を避けることになるかもしれない。そのため、自己申告調査から導き出された平均オナニー率は大幅に過小評価されている可能性がある。
「麻薬・違法物質を使用していますか？」という質問に直面したとき、回答者は、（アメリカなどで）より一般的に使用されている大麻を含む規制薬物が一般的に違法であるという事実に影響を受ける可能性がある。回答者は、薬物使用を否定または使用の合理化（例：「私は友人がいるときだけ大麻を吸っている」）をしなくてはならないとする圧力を感じてしまう可能性がある。このバイアスは、性的パートナーの数の報告にも影響を与える可能性がある。実際に、このバイアスはサブグループごとに反対方向に作用する可能性があり、男性は数値を誇張させる傾向があるが、女性は数値を低く見積もる傾向がある。いずれの場合も、両方のグループからの平均報告は社会的望ましさバイアスによって歪められる可能性がある。
社会的望ましさバイアスに敏感な他の話題は以下の通り：
- 自己申告による性格特性：社会的望ましさバイアスと強く相関する[2]
- 個人の所得と収益：低い場合は誇張され、高い場合は収縮することが多い。
- 低い自尊心および/または無力感：否定されることが多い
- 排泄機能
- 薬剤服用スケジュールの遵守：誇張されることが多い
- 避妊薬の使用と妊娠中絶を含む家族計画[3] [4]
- 宗教[5]
- 愛国心
- 偏見と不寛容：たとえそれが回答者内に存在していても、否定されることが多い
- 知的業績：誇張されることが多い。
- 外見：誇張または収縮する
- 現実または想像上の身体的暴力行為：否定されることが多い
- 慈善または「博愛」の指標：誇張されることが多い
- 違法行為：否定されることが多い
- 投票率[6][7][8][9]

## 社会的に望ましい反応の個人差
1953年、アレン・L・エドワーズは心理学に社会的望ましさの概念を導入し、性格特性の測定における社会的望ましさの役割を実証した。彼は、性格特徴の記述に対する社会的望ましさの評価が、後続の人々がこれらの特徴の自己記述を支持する確率と非常に高い相関関係があることを実証した。このパターンの彼の最初の実証では、1番目の大学生グループの一連の特徴の社会的望ましさの評価と、2番目のグループの大学生が同じ特徴を記述した自己記述を支持する確率との間の相関は、性格特徴の意味を歪めてしまうほど高いものであった。言い換えれば、これらの自己記述は性格特性または社会的望ましさを記述しているのか？。
エドワーズはその後、ミネソタ多面人格目録（MMPI）から抽出された39問の真偽質問のセットである、最初の社会的望ましさ尺度（Social Desirability Scale）を開発した。その後、これらの項目は幅広い測定尺度、MMPIおよび診断尺度と非常に高い相関関係があることがわかった。SDSは、Beck Hopelessness Inventoryとも高い相関関係がある。
社会的に望ましい反応（SDR）に従事する傾向が人々によって異なるという事実は、自己報告で個人差を測定する人々にとって特別な関心事である。SDRの個人差により、事実に基づいて回答している良い特徴を持つ人々と、肯定的な方向に答えを歪めている人々を区別することが困難になっている。
SDRを排除できない場合、研究者はその傾向を評価してそれを制御することに頼るかもしれない。個別のSDR対策は研究/調査の主題を目的とした一次尺度（テストまたはインタビュー）と一緒に実施する必要がある。重要な仮定は、その尺度で社会的に望ましい方法で回答する回答者は、研究期間中のすべての自己報告にも望ましい回答をしているということである。
場合によっては、高得点の回答者の質問票パッケージ全体が単に破棄されることがある。あるいは、一次質問票での回答者の回答は、SDRの傾向に応じて統計的に調整される場合がある。たとえば、この調整は、MMPIスケールの標準スコアリングで自動的に実行される。
SDR尺度の主な懸念事項はスタイルと内容を混同してしまうことである。結局のところ、人は実際に彼らが望ましい特性をどの程度持っているかで異なる（例：修道女と犯罪者）。その結果、社会的望ましさの測定は真の違いと社会的望ましさバイアスを混同する。

## 個々のSDRの標準的な測定
1990年代まで、社会的に望ましい反応の最も一般的に使用された尺度は、クラウンとマーロウの社会的望ましさ尺度であり、オリジナル版は33のTrue-False項目で構成されている。短縮版のStrahan–Gerbasiは10項目のみで構成されているが、この測定の信頼性に関して疑問を呈する人もいる。
1991年、デルロイ・L・ポールハスは、2つの形式のSDRを測定するために設計されたアンケートである「望ましい応答のバランスの取れたインベントリ」（BIDR）を発表した。この40項目の尺度は、聴衆に誇張された自己描写を与える傾向「印象管理」と、正直だが誇張した自己描写を与える傾向「self-deceptive enhancement」の個別のサブスケールを提供する。BIDRの商用版は 「Paulhus Deception Scales（PDS）」と呼ばれている。
応答スタイルをタップするように設計された尺度は、イタリア語およびドイツ語を含むすべての主要言語で利用できる。

## 社会的望ましさのバイアスを減らすためのテクニック

### 匿名性と機密性
匿名の調査管理は、対面または電話ベースの管理と比較して、社会的望ましさのバイアスがある項目のより高い報告を引き出すことが示されている。匿名調査環境では、対象者は自分の回答が自分と結びつかないことが保証されており、デリケートな情報を調査員に直接明かすことは求められない。匿名性は、封筒、郵便物、投票箱で返送された紙のアンケートの自己管理、コンピューター、スマートフォン、タブレットを介した電子アンケートの自己管理によって確立できる。低識字者や非識字者を対象とした音声支援型電子調査も確立されている。
非匿名の環境での機密性は、調査スタッフのみが出席するようにし、調査完了後にもデータの機密性を維持することで確立できる。調査にデータの機密性の保証を含めることは、デリケートな質問への回答にさまざまな影響を及ぼし、信頼の高まりによって回答が増加するか、疑惑や懸念が高まることで回答が減少する可能性がある。

### 専門的な質問テクニック
社会的望ましさに敏感な質問をするときのバイアスを減らすために、いくつかの技術が確立されている。複雑な質問手法は社会的望ましさバイアスを減らす可能性があるが、回答者が混乱したり誤解したりする可能性もある。
具体的な技術を超えて、中立的な質問とてきぱきした言葉遣いによって社会的望ましさバイアスが軽減される可能性がある。

#### ランダム回答法
ランダム回答法は、参加者にランダムな結果が得られる行為を行ってもらい、その結果によっては回答を固定してもらう調査方法である。たとえば、回答者は密かにコインを投げて、表が出たら「はい」と答え（質問に対する実際の回答に関係なく）、裏が出たら正直に答えるように指示される。これにより、研究者は個々の回答者の実際の状態を知ることなく、調査対象集団における特定の行動の実際の普及度を推定することができる。しかしながら、ランダム回答法の有効性が限られていることを示す研究も存在する。

#### 主格と親友のテクニック
主格技法は、参加者に自分の行動ではなく、親しい友人の行動について質問する。参加者は、あるデリケートな行動をしたことがあると知っている親しい友人が何人いるか、またその行動について知っていると思う人が何人いるかを尋ねられる。その回答から行動の母集団推定値を導き出すことができる。
同様の親友の方法論は、参加者に1人の親友の行動について質問する。
2016年アメリカ大統領選挙では、差別的・排他的傾向にあるドナルド・トランプの支持を公言しなかった有権者、いわゆる隠れトランプの存在によって、世論調査による当選予想が実際の結果と一致しなかった。ドナルド・トランプの当選を的中させた数少ない世論調査会社の調査官は、質問する際に「あなたの身近な人は誰に投票するか？」という質問を加えることによって、有権者の本心を引き出そうと試みた。

#### 不一致カウントテクニック
不一致カウント手法では、回答者に、いくつかの項目のリストのうち自分が行ったことがある、または自分にとって真実であると思う項目の数を示すように求める。回答者は、デリケートではない項目のリストか、同じリストに目的のデリケートな項目を加えたものを受け取るように無作為に割り付けられている。2 つのグループ間の項目の合計数の差は、デリケートな項目を受け取ったグループの中で何人がその項目に「はい」と答えたかを示している。

#### グループ化された回答方法
グループ化された回答の方法は、2カードまたは3カードの方法とも呼ばれ、デリケートな応答が少なくとも1つのデリケートでない応答の選択肢と組み合わされるように回答の選択肢を組み合わせる。

#### クロスワイズ、トライアングラー、隠れた感度の方法
これらの方法では、参加者に2つ以上の質問に基づいて1つの回答を選択するように求めるが、そのうちの1つだけがデリケートなものである。たとえば、参加者は自分の誕生年が偶数であるかどうかと違法な活動を行ったかどうかを質問され、両方に「はい」または両方に「いいえ」の場合はAを選択し、一方だけに「はい」の場合は「B」を選択する。デリケートな質問とデリケートではない質問を組み合わせることにより、デリケートな項目に対する参加者の応答が隠される。研究によると、クロスワイズ・モデルの有効性は限られている。

#### 偽のパイプライン（Bogus pipeline）
偽のパイプラインとは、参加者が嘘発見器のような客観的テストが、そのテストまたは手順が実際に使用されているかどうかに関係なく、調査回答とともに使用されると考えるテクニック。

## その他の応答スタイル
「極端な反応スタイル」（ERS）は、極端な選択肢を好む（たとえば、7ポイントスケールの「1」または「7」を好む）。その逆である「モデラシーバイアス」は、中程度（または中点）の回答を好む（たとえば、7ポイントスケールで3〜5）。
「黙従」（ARS）は、項目の内容に関係なく、同意/肯定で応答する傾向のことである（"yea"-saying）。
これらの種類の応答スタイルは、質問の内容とは無関係であり、社会的に中立な状況と社会的に有利または不利な状況の両方に存在する可能性があるという点で社会的望ましさバイアスとは異なるが、SDRは定義上後者に関連付けられている。